# Simplício (Povoação)
O Simplício (Povoação) é uma elevação portuguesa localizada no concelho da Povoação, ilha de São Miguel, arquipélago dos Açores.
Este acidente geológico tem o seu ponto mais elevado a 306 metros de altitude acima do nível do mar. Junto a esta formação geológica encontra-se a Ermida de Nossa Senhora do Monte e o Pico Verde além da localidade de Nossa Senhora dos Remédios.
Nas encostas desta formação existe um povoamento da espécie endémica do Priolo, Pyrrhula murina.